# Ufomammut
Az Ufomammut olasz stoner rock/sludge metal/doom metal együttes. 1999-ben alakultak Tortonában. A zenekar trióként működik a kezdetektől fogva. A gitárok eltorzított hanggal rendelkeznek, a dobolás pedig lassú. Koncertjeiken pszichedelikus és hipnotikus hangulatot árasztanak. A zenekar 2020-ban szünetre vonult, azonban 2021-től kezdve újból aktívak.

## Tagok
- Poia - gitár, szintetizátorok, hang effektek
- Urlo - basszusgitár, szintetizátorok, ének, hang effektek
- Vita - dobok

## Diszkográfia
- 1999 - Satan (demó)
- 2000 - Godlike Snake (stúdióalbum)
- 2004 - Snailking (stúdióalbum)
- 2005 - Lucifer Songs (stúdióalbum, később DVD készült belőle)
- 2007 - Supernaturals: Record One (split-lemez a Lento-val)
- 2008 - Idolum (nagylemez)
- 2010 - Eve (nagylemez)
- 2012 - Oro: Opus Primum (nagylemez)
- 2012 - Oro: Opus Alter (nagylemez)
- 2015 - Ecate (nagylemez)
- 2017 - 8 (nagylemez)

## DVD-k
- Lucifer Songs (2005, az ugyanilyen című koncertalbum alapján)
- Eve (2010)
- Oro (2012)
- XV (2014)

## Válogatáslemezek
- Stone Deaf Forever! (2000)
- Blue Explosion (2000, Blue Cheer tribute album)
- The Mob's New Plan (2001)